# Джоя рудоспинна
Джо́я рудоспинна (Leioptila annectens) — вид горобцеподібних птахів родини Leiothrichidae. Мешкає в горах Південно-Східної Азії. Це єдиний представник монотипового роду Рудоспинна джоя (Leioptila).

## Підвиди
Виділяють шість підвидів:
- L. a. annectens Blyth, 1847 — східні Гімалаї, північна М'янма і південно-західний Китай;
- L. a. mixta (Deignan, 1948) — від східної М'янми і південного Китаю до центрального Індокитаю;
- L. a. saturata Walden, 1875 — східна М'янма і північно-західний Таїланд;
- L. a. davisoni (Hume, 1877) — південна М'янма і західний Таїланд;
- L. a. roundi (Eames, JC, 2002) — Центральний В'єтнам (провінція Контум);
- L. a. eximia Riley, 1940 — південний В'єтнам (плато Далат[en]).

## Поширення і екологія
Рудоспинні джої мешкають в Індії, Непалі, Бутані, Китаї, М'янмі, Лаосі, Таїланді в В'єтнамі. Вони живуть у вологих гірських і рівнинних тропічних лісах. Зустрічається на висоті від 1000 до 2650 м над рівнем моря. Живляться переважно комахами, а також насінням і ягодами. Сезон розмноження триває з квітня по червень. В кладці від 2 до 4 яєць.